# Ермонеља Јахо
Ермонеља Јахо албански је сопран. Она је описана од Економиста као „најпознатији светски сопран”. Финаншуал Тајмс пише да „Ермонеља Јахо даје срце и душу у њеном певању... И не покушава да се одупре”.
Гардијан назива њу „једним од највећих верзисма преводилаца” и у другом чланку да „Ермонеља Јахо тријумфује у Мадам Батерфлају”.

## Биографија
Почела је да се бави певањем са шест година. Након завршетка студија у Лисеу Артистику, „Јордан Мисје” у Тирани 1992.е године за певање, она је прихваћена на Академији ликовних уметности у Тирани, где је студирала једну годину. После победе на такмичењу организованом од стране италијанске сопран Кејт Ричарели у Албанији, преселила се у Италију, 1993. године, где је студирала једну годину на Академији у Мантуи. Након завршетка студија, прихваћена је на Националној академији Санта Цецилија у Риму, где је пет година студирала певање и клавир.

## Каријера
Победила је на многим међународним такмичењима, укључујући: Ђакомо Пучини (такмичење у Милану, Италија 1997), Спонтини (Међународном такмичењу у Анкони, Италија 1998), Зандонеј у Роверту (Италија 1999), као и најбоља певачица на Вексфорд фестивалу, 2000-е.
Године 2016, добила је награду читалаца (награду публике) на међународном такмичења опере у Лондону.